# Tenzin Bagdro
Tenzin Bagdro, aussi appelé Bagdro tibétain : བག་གྲོ, Wylie : bag gro, né en 1968, est un moine bouddhiste et ancien prisonnier politique tibétain qui réside au monastère de Tashi Choeling à McLeod Ganj à Dharamsala, Himachal Pradesh, en Inde, où sont hébergés le 14e dalaï-lama et le gouvernement tibétain en exil.

## Biographie
Il est l'aîné d'une famille pauvre vivant près du monastère de Ganden, dont les parents devaient mendier leur nourriture dans le Tibet sous occupation chinoise. Une de ses sœurs est morte de malnutrition. En 1986, Bagdro rejoint le monastère de Ganden, où vivaient 300 des 4 000 moines qu'il abritait à son apogée. Dans les ruines du monastère détruit sous la révolution culturelle, l'éducation religieuse reprit et il étudia les anciens textes tibétains. Mais ce fut une copie secrète de l'autobiographie du dalaï-lama interdite qui l'incita à travailler pour le respect des droits de l'homme pour les Tibétains.
À l'automne 1987, après des manifestations dans d'autres monastères tibétains, une équipe d'"éducation politique" arriva à Ganden pour réprimer toute agitation politique. Mais le lavage de cerveau ne fit que renforcer l'engagement de Bagdro. Durant le festival de la grande prière 5 mars 1988, des moines tibétains manifestèrent spontanément contre l'occupation chinoise du Tibet. La police dispersa les manifestants par une fusillade. Bagdro a reçu une balle dans la jambe, survécut et se cacha en se déguisant en femme pendant un mois avant d'être arrêté le 18 avril 1988 à son domicile. Durant les 11 premiers jours de sa détention, il fut constamment et sévèrement torturé. Tenzin Bagdro, fait état d'électrochocs, de coups et de brûlures de cigarettes sur le visage. Condamné à 3 ans de prison à l'issue d'un procès, il fut battu de façon répétée, assistant à l'exécution de ses compatriotes, et soumis à des extractions de sang forcés. Il fut libéré en avril 1991 et s'enfuit en traversant l'Himalaya le 17 avril.
Il arriva en Inde avec la tuberculose, et fut hospitalisé plusieurs mois. Souffrant d'un trouble de stress post-traumatique diagnostiqué par un médecin occidental. Un groupe d'étrangers, la Fondation Danielle-Mitterrand - France Libertés,, collecta de l'argent et l'envoya à Paris pour des soins psychiatriques. Plusieurs traitements furent tentés avant que les médecins ne trouvent que la clomipramine l'aidait.
Bagdro a visité 30 pays et parlé dans près de 25 universités, dont Harvard. Il a pris la parole devant le Parlement britannique en 1993 et le Parlement européen en 2003. Il a également témoigné devant la Cour nationale d'Espagne contre des dirigeants chinois.
Il est l'auteur de quinze livres, dont Un enfer sur Terre publié en 1998, et traduit en cinq langues sur ses expériences d'être capturé, emprisonné et torturé.
En 2010, Bagdro a publié son livre Life in Exile par lequel il voulait rappeler aux autres Tibétains en exil l'urgence de la situation au Tibet.
En 2019, il publie avec l’aide financière du parlementaire tibétain Thubten Wangchen un ouvrage sur l’indépendance du Tibet.

## Publications
- Un enfer sur Terre, Éd. de la 9e Licorne, 2008,  (ISBN 2917657014 et 9782917657010)
- (en) Life in Exile, 2010
- (en) Wanted: Repressive President, traduit par Jamphel Zhonu, 2014,  (ISBN 9384244007 et 9789384244002)

## Liens Externes
- Notices d'autorité :   - VIAF
  - ISNI
  - BnF (données)
  - IdRef
  - LCCN
  - GND
  - Israël
  - Tchéquie
  - WorldCat